# Tobias Regner
Tobias Regner (* 5. August 1982 in Bad Reichenhall) ist ein deutscher Sänger und Studiosprecher. Bekannt wurde er als Gewinner der dritten Staffel der Castingshow Deutschland sucht den Superstar, die von November 2005 bis März 2006 von dem Fernsehsender RTL ausgestrahlt wurde.

## Leben
Bereits als Jugendlicher erhielt er an der Musikschule in seinem Heimatort Teisendorf fünf Jahre lang klassischen und ein Jahr Jazz-Klavierunterricht. Erste Auftritte als Musiker hatte er Mitte der 1990er Jahre als Mitglied der New-Metal-Band Black Jack’s. Später spielte er bei Six-Up und gewann mit der Band im Jahr 2000 in Bad Reichenhall einen Talentwettbewerb. Im Jahre 2003 stieg er in die Metallica-Coverband Sacarium als Frontmann ein, welche im selben Jahr von seinem Bruder gegründet wurde.

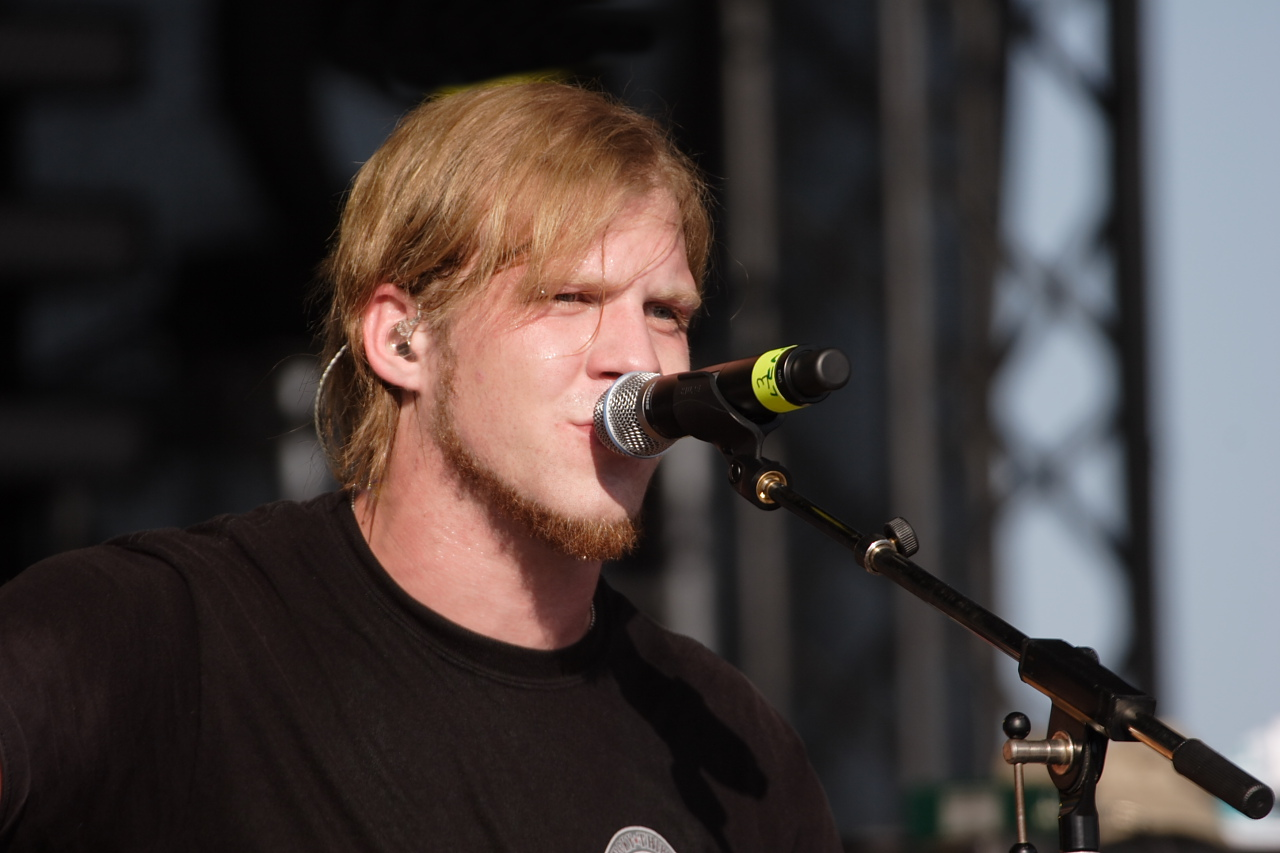
Tobias Regner im Jahr 2006

Nach dem Abitur studierte Regner Kommunikationsdesign mit Schwerpunkt Printmedien an der Werbedesignakademie (WDA) Salzburg. Unmittelbar nach seinem Abschluss im Juli 2005 bewarb er sich als Kandidat für das Casting zur RTL-Show Deutschland sucht den Superstar und setzte sich gegen 14.000 andere Teilnehmer durch.
Seine Debütsingle I Still Burn stieg in Deutschland, der Schweiz und Österreich auf Platz eins der Singlecharts ein. In Deutschland war der Titel bereits nach der ersten Woche die meistverkaufte Single seit zwei Jahren. Auch das Album Straight platzierte sich an der Spitze der deutschen Albumcharts und erreichte bereits nach kurzer Zeit Goldstatus. Den Höhepunkt seines Erfolgs feierte Tobias Regner mit zwei Nominierungen für den Echo 2007 in den Kategorien Bester Künstler national Rock/Pop und Bester Newcomer.
Von Juni 2010 bis Juni 2011 moderierte Regner die wöchentliche Hardrock-Sendung BOBs Harte Saite auf dem hessischen Radiosender RADIO BOB!.
Im Frühjahr 2010 veröffentlichte Regner mit neuer Band und neuerdings nur noch unter seinem Nachnamen ein neues Album namens Kurz unsterblich, diesmal mit deutschen Liedern. Mit einem weiteren Album, Akustisch, das 2011 erschien, ging Regner 2012 auf Konzerttour.
Mit seinem im Juli 2013 erschienenen, von Tobias Röger produzierten Album Besser Jetzt trat Tobias Regner wieder unter seinem vollen Namen auf.
Von 2012 bis 2021 war Regner als Dozent für Gitarre an mehreren bayerischen Musik- und Volkshochschulen tätig.
2014 stand er beim DomplatzOpenAir in Magdeburg als „Eddie“ im Musical The Rocky Horror Show auf der Bühne.
Seit 2021 ist er als Studiosprecher für VoiceOver Sprachaufnahmen und Hörbücher tätig und hat sich hier bereits einen Kundenstamm in der Werbebranche und ein beachtliches Portfolio an Hörbuchveröffentlichungen aufgebaut.
Seit Anfang 2023 ist er Frontmann des Klassik-Rock-Crossover Projekts "ORION Band & Orchestra". Die Show "A Symphonic Tribute To Metallica" (www.metsymphony.com) tourt europaweit.

### Auftritte bei DSDS
- Erste Top-20-Show: Hero (Chad Kroeger & Josey Scott)
- Zweite Top-20-Show: Nothing Else Matters (Metallica)

| Mottoshow        | Lied                                              | Originalinterpret                   | Anrufer in Prozent     |
| Greatest Hits    | The Reason                                        | Hoobastank                          | 8,7 % (Platz 4 von 10) |
| Hits der 80er    | Purple Rain                                       | Prince                              | 28,9 % (Platz 1 von 9) |
| Rock Classic     | It’s My Life                                      | Bon Jovi                            | 15,2 % (Platz 3 von 8) |
| Big Band         | Fly Me to the Moon                                | Frank Sinatra                       | 13,6 % (Platz 4 von 7) |
| Love Songs       | Jessie                                            | Joshua Kadison                      | 11,1 % (Platz 5 von 6) |
| Nummer-eins-Hits | Join Me (in Death) I Don’t Want to Miss a Thing   | HIM Aerosmith                       | 28,3 % (Platz 1 von 5) |
| Soul             | Lovely Day Easy                                   | Bill Withers The Commodores         | 28,9 % (Platz 2 von 4) |
| Kuschelrock      | How You Remind Me Here Without You Father and Son | Nickelback 3 Doors Down Cat Stevens | 59,2 % (Platz 1 von 3) |
| Finale           | Beautiful Day Purple Rain I Still Burn            | U2 Prince Tobias Regner             | 54,6 % (Platz 1 von 2) |

## Diskografie

### Studioalben
| Jahr | Titel                         | Höchstplatzierung, Gesamtwochen, AuszeichnungChartplatzierungen (Jahr, Titel, Platzierungen, Wochen, Auszeichnungen, Anmerkungen) | Höchstplatzierung, Gesamtwochen, AuszeichnungChartplatzierungen (Jahr, Titel, Platzierungen, Wochen, Auszeichnungen, Anmerkungen) | Höchstplatzierung, Gesamtwochen, AuszeichnungChartplatzierungen (Jahr, Titel, Platzierungen, Wochen, Auszeichnungen, Anmerkungen) | Anmerkungen                           |
| Jahr | Titel                         | DE | AT | CH | Anmerkungen                           |
| ---- | ----------------------------- | --- | --- | --- | ------------------------------------- |
| 2006 | Straight                      | DE1 (15 Wo.)DE | AT5 (5 Wo.)AT | CH14 (9 Wo.)CH | Erstveröffentlichung: 28. April 2006  |
| 2010 | Kurz unsterblich              | — | — | — | Erstveröffentlichung: 30. April 2010  |
| 2011 | Akustisch                     | — | — | — | Erstveröffentlichung: 1. April 2011   |
| 2013 | Besser Jetzt                  | — | — | — | Erstveröffentlichung: 19. Juli 2013   |
| 2015 | Ohne Netz und doppelten Boden | — | — | — | Erstveröffentlichung: 10. April 2015  |
| 2017 | Handschrift                   | — | — | — | Erstveröffentlichung: 31. Januar 2017 |

### Singles
| Jahr | Titel Album               | Höchstplatzierung, Gesamtwochen, AuszeichnungChartplatzierungen (Jahr, Titel, Album, Platzierungen, Wochen, Auszeichnungen, Anmerkungen) | Höchstplatzierung, Gesamtwochen, AuszeichnungChartplatzierungen (Jahr, Titel, Album, Platzierungen, Wochen, Auszeichnungen, Anmerkungen) | Höchstplatzierung, Gesamtwochen, AuszeichnungChartplatzierungen (Jahr, Titel, Album, Platzierungen, Wochen, Auszeichnungen, Anmerkungen) | Anmerkungen                            |
| Jahr | Titel Album               | DE | AT | CH | Anmerkungen                            |
| ---- | ------------------------- | --- | --- | --- | -------------------------------------- |
| 2006 | I Still Burn Straight     | DE1 Gold · (13 Wo.)DE | AT1 (16 Wo.)AT | CH1 (17 Wo.)CH | Erstveröffentlichung: 24. März 2006    |
| 2006 | She’s So Straight         | DE38 (7 Wo.)DE | AT65 (3 Wo.)AT | CH91 (1 Wo.)CH | Erstveröffentlichung: 7. Juli 2006     |
| 2006 | Cool Without You Straight | DE46 (3 Wo.)DE | — | — | Erstveröffentlichung: 3. November 2006 |

### Weitere Veröffentlichungen
- 2006: Love Songs (Liedbeiträge: Jessie und Back for Good) (Sampler)
- 2010: Irgendwo da draußen
- 2010: Mal kurz unsterblich
- 2010: Sommer
- 2011: Der erste Schritt
- 2013: Endlich frei